# Heinrich Hanselmann

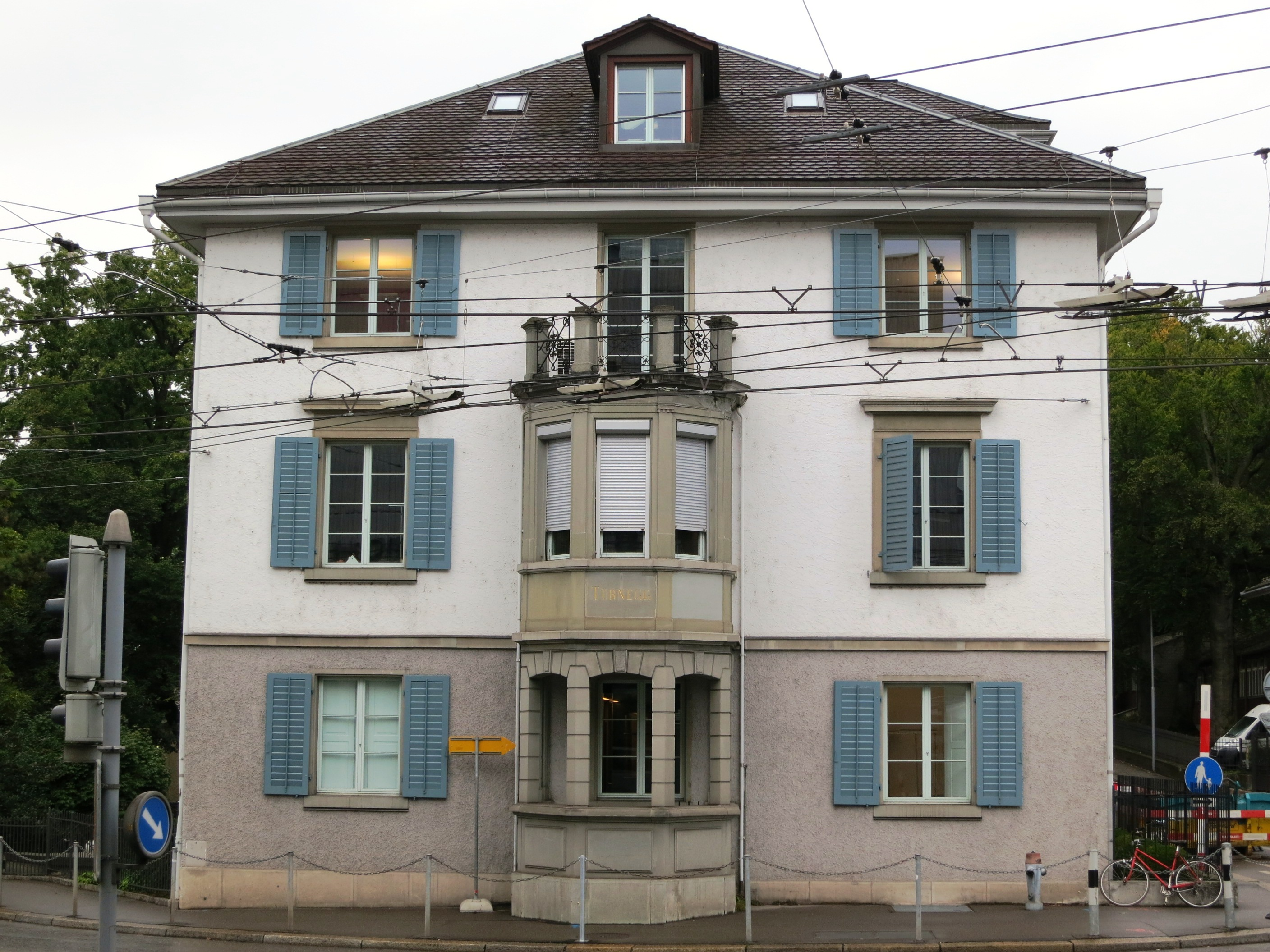
Ehemaliges Heilpädagogisches Seminar HPS, Zürich-Fluntern

Heinrich Hanselmann (* 15. September 1885 in St. Peterzell; † 29. Februar 1960 in Ascona) war ein Schweizer Pädagoge. 

## Studium und erste Berufsjahre
Heinrich Hanselmanns Vater war Landwirt, seine Mutter Heimarbeiterin. Der begabte Junge durfte trotz finanzieller Engpässe die Bezirksrealschule in Altstätten besuchen und erhielt noch privaten Lateinunterricht. Nach dem Besuch der evangelischen Lehrerbildungsanstalt in Schiers war Hanselmann von 1905 bis 1908 Lehrer an der Taubstummenanstalt in St. Gallen. Von 1908 bis 1911 studierte er Psychologie, Pädagogik, Psychopathologie, Anatomie und Physiologie in Zürich, Berlin und München. 1911 promovierte Hanselmann in Zürich bei Friedrich Schumann über Optische Bewegungswahrnehmung. Er war 1911–1912 Assistent am psychologischen Institut in Frankfurt am Main und übernahm 1912–1916 die Leitung der «Arbeitslehrkolonie und Beobachtungsanstalt für psychopathische und geistesschwache Jugendliche» Steinmühle bei Frankfurt am Main. 1917–1923 war er Zentralsekretär der schweizerischen Stiftung «Pro Juventute».

## Heilpädagogik
Seine Habilitation erfolgte 1923 im Fach Heilpädagogik an der Universität Zürich. Das Thema seiner Habilitationsschrift lautete: Die psychologischen Grundlagen der Heilpädagogik. 1924 war er Mitbegründer und Leiter (bis 1941) des «Heilpädagogischen Seminars» (HPS) in Zürich, einer Fortbildungseinrichtung für Lehrer. Über die neue Ausbildungsstätte schrieb er:

«Die Ausbildung der regulären Kandidaten des HPS. geschieht nun vorläufig bei uns in Jahreskursen, wobei das Sommersemester wesentlich der theoretischen, die verbleibenden zwei Drittel des Jahres der praktischen Vorbildung gewidmet sind. Soweit das jeweilige Vorlesungsverzeichnis es ermöglicht, werden die Kandidaten zum Besuch von regulären Vorlesungen an der Universität, wo sie während des Sommersemesters an der philosophischen Fakultät immatrikuliert sind, verpflichtet. Es betrifft dies die Vorlesungen über allgemeine und experimentelle Psychologie und Pädagogik, Geschichte der Pädagogik, Volksschulkunde, Heilpädagogik und Hygiene[…] Im Mittelpunkt stehen die Seminarübungen, für welche wöchentlich 7-12 Stunden frei bleiben»

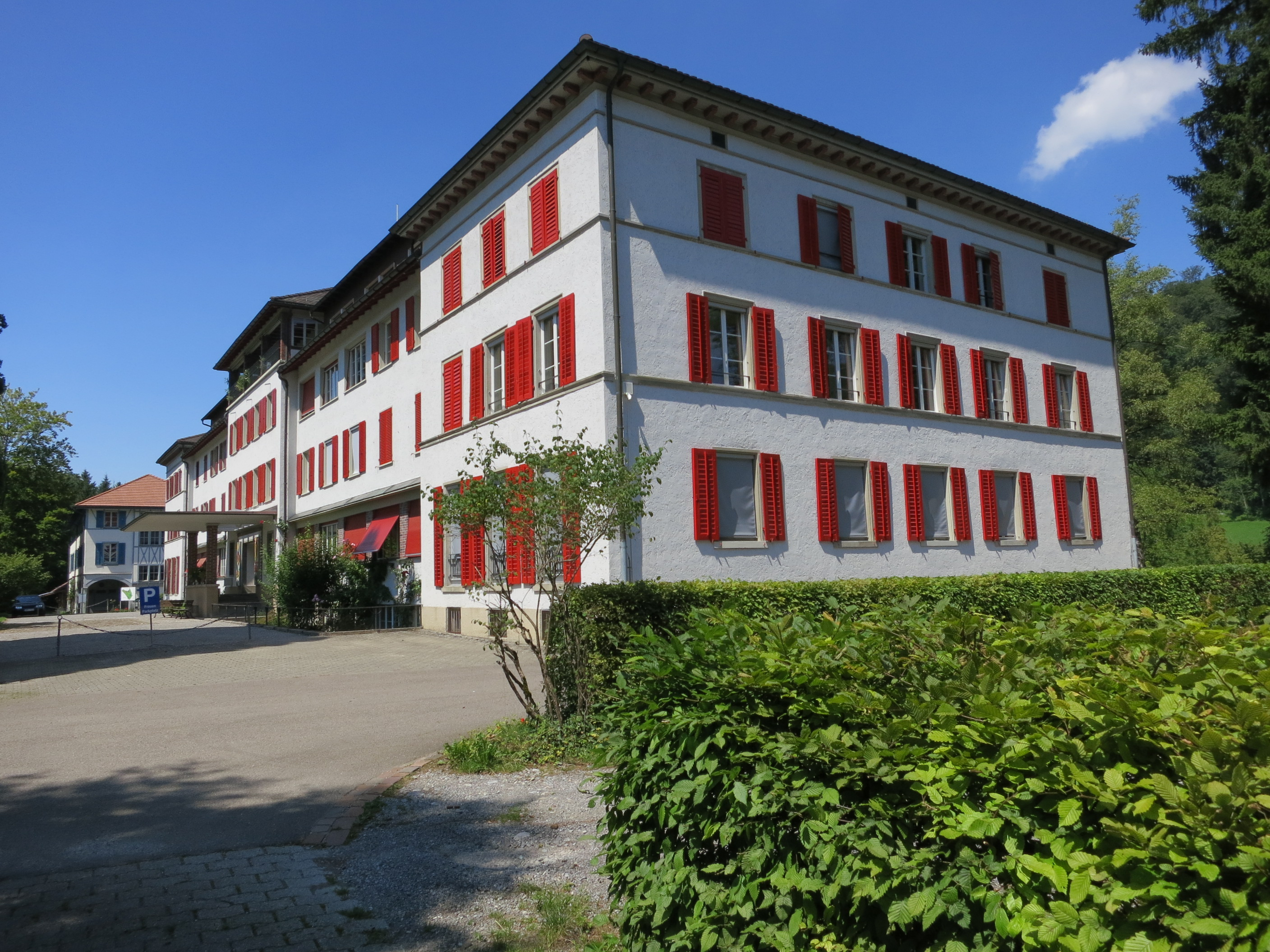
Landerziehungsheim Albisbrunn

1924 gründete Hanselmann mit einer Stiftung von Alfred Reinhart das Landerziehungsheim Albisbrunn für entwicklungsgehemmte Kinder und Jugendliche. Er leitete das Heim von 1924 bis 1929. Zugleich war er in seiner Privatpraxis als Erziehungs- und Eheberater tätig. 1931 wurde er zum ersten Professor für Heilpädagogik an der Universität Zürich ernannt. Als 1937 die Internationale Gesellschaft für Heilpädagogik ins Leben gerufen wurde, ernannte man Hanselmann zum ersten Präsidenten. Er leitete die Kongresse in Genf, Amsterdam und Wien.
Hanselmann gilt als einer der wichtigsten Vertreter der Sonder- und Heilpädagogik im 20. Jahrhundert. 1930 veröffentlichte er sein Hauptwerk Einführung in die Heilpädagogik, das von Andreas Mehringer als das «klassische Werk der Jugendhilfe» bezeichnet wurde. Hanselmann wandte sich gegen die herrschende Auffassung, Heilpädagogik sei die Lehre von der Erforschung anormaler Kinder, da er das Wortpaar «normal/anormal» für keinen wissenschaftlichen Begriff, sondern für eine normative Wertung hielt. Stattdessen definierte er die Heilpädagogik als Lehre von der Erziehung und Fürsorge all jener Kinder, deren körperlich-seelische Entwicklung dauerhaft durch individuelle oder soziale Faktoren gehemmt ist. Zu den möglichen Entwicklungshemmungen zählte er insbesondere: 1. Sinnesbeeinträchtigungen (Gehörlosigkeit, Blindheit, Schwerhörigkeit, Sehschwäche); 2. Entwicklungshemmungen des Zentralnervensystems (leichte, mittlere und schwere geistige Behinderung); 3. Psychiatrische Auffälligkeiten (sogenannte schwererziehbare Kinder). Hanselmann bemühte sich um eine umfassende Sichtweise menschlicher Entwicklung, die in Anlehnung an Johann Heinrich Pestalozzi Denken, Fühlen und Handeln («Kopf, Herz und Hand») als deren gleichwertige Grundlagen betrachtete. 
Die NS-Diktatur wirkte sich auch auf die Heilpädagogik in der Schweiz aus. Diesbezüglich ist der I. Internationale Kongreß für Heilpädagogik, der vom 24. bis 28. Juli 1939 in Genf stattfand, aufschlussreich. Heinrich Hanselmann zeichnete als Veranstalter verantwortlich. In seiner Begrüßungsansprache ging er auf die gegenwärtige politische Situation ein und erinnerte an den jüdischen Heilpädagogen Theodor Heller, der sich 1938 das Leben nahm, nachdem ihn die Nationalsozialisten seines Amtes enthoben hatten:

«In unseren gegenwärtigen Zeiten werden die politischen Grenzen der einzelnen Länder auf der ganzen Welt mit besonderer Wachsamkeit hoch ummauert. Umso dringlicher ist darum jeder Versuch, das Mißtrauen zu überwinden und den Beweis zu erneuern, daß Grenzen des Landes nicht Grenzen des Geistes sein müssen und nicht sein dürfen. Denn für den menschlichen Geist bedeutet alle Autarkie Lebensbedrohung, sie führt zur Dystrophie und schließlich zur Atrophie. In dieser Überzeugung ist am 12. Dezember 1938 in Wien unser hochverehrter Ehrenpräsident, der Hauptinitiant für die Gründung unserer Gesellschaft, der Vater der neuzeitlichen Heilpädagogik in Europa, Dr. Theodor Heller, gestorben.»

Heinrich Hanselmann selbst hielt ein Referat über die Aufgaben der Heilpädagogik in Gegenwart und Zukunft. Dabei vertrat er die Ansicht, die Entstehung von Entwicklungshemmungen bei Kindern und Jugendlichen auf «menschenwürdige Weise» zu verhüten, wobei er sich als «letztes, radikales Mittel zu diesem Zwecke» für eine «körperliche Unfruchtbarmachung» aussprach, falls eine «planmäßige Nachsorge noch nicht möglich ist oder nicht genügend Garantie für die Verhinderung der Fortpflanzung zu bieten vermag». Und an anderer Stelle schrieb er zur «nachgehenden Fürsorge» geistesschwacher Mädchen, die «namentlich Objekt der Verführung werden»:

«Was wir in sehr vielen Fällen gesehen haben, das ist die Tatsache, daß geistesschwache Mädchen deshalb so besonders gefährdet sind, weil sie als weniger ‹wertvoll› betrachtet werden, als Menschen, bei denen ‹es weniger macht›. Man wird durch eine durchgehende Sterilisation wohl erreichen, daß die Nachkommenschaft beschränkt wird, nicht aber etwa die völlige Verhütung der Entstehung der Geistesschwachheit überhaupt. […] Wir sprechen aus Erfahrung, wenn wir feststellen, daß durch die planmäßig ausgebaute nachgehende Fürsorge auch ohne Sterilisation die Gefahr der Fortpflanzung in sehr weitgehendem Maße eingedämmt werden kann. Wo eine Verheiratung Geistesschwacher namentlich mit einem geistesschwachen Partner trotz allen gegenteiligen Versuchen nicht verhindert werden kann, da ist Sterilisation freilich ein unbedingtes Erfordernis.»

Diese Ansicht kritisierte Werner Villinger, über dessen «Beteiligung an der ‹Euthanasie›-Aktion T4 viel spekuliert, aber wenig faktisch bekannt» ist, in einer Besprechung des Lehrbuchs der Psychopathologie des Kindesalter für Ärzte und Erzieher, in welchem der Beitrag von Heinrich Hanselmann erschien, wie folgt:

«Nicht beipflichten können wir ihm, wenn er meint, daß eine planmäßig ausgebaute nachgehende Fürsorge auch ohne Sterilisation die Gefahr der Fortpflanzung der Geistesschwachen hinreichend eindämme.»

Nach dem Zusammenbruch der NS-Diktatur verschwieg Heinrich Hanselmann nicht die Verbrechen des NS-Staates an den Behinderten. Im Vorwort zur dritten Auflage seiner Einführung in die Heilpädagogik aus dem Jahre 1946 schrieb er:

«Die totalitären Regierungen in Deutschland und Italien haben für die ‹Behandlung› aller ‹anormalen› Kinder, aber auch aller erwachsenen körperlich-seelisch gebrechlichen Menschen den radikal kürzesten Weg propagiert und, so weit und so lange es ihnen möglich war, auch begangen, nämlich die ‹Tötung lebensunwerten Lebens›. Ausgenommen von der Tötung blieben nur jene Erwachsenen, deren Gebrauch sie als ‹eben noch sozial brauchbar› erschienen ließ; sie wurden aber aufgrund neuerlassener Gesetze sterilisiert, sofern ihr Gebrechen als ererbt und vererbbar betrachtet wurde.»

Heinrich Hanselmann war mit der Taubstummenlehrerin Annie Heufemann verheiratet. Das Ehepaar hatte eine Tochter. Sein Nachfolger am Heilpädagogischen Seminar HPS und an der Universität Zürich wurde Paul Moor.
Sonderpädagogische Einrichtungen in Sankt Augustin und Pinneberg tragen den Namen des «Nestors der Heilpädagogik».

## Auszeichnungen
- 1951: Weltjugendhilfepreis
- 1956: Ehrendoktorwürde der Medizinischen Fakultät der Universität Zürich

## Werke (Auswahl)
- Das Heilpädagogische Seminar Zürich. In: Erwin Lesch (Hrsg.): Bericht über den zweiten Kongress für Heilpädagogik in München 29. Juli bis 1. August 1924. Justus Springer, Berlin 1925, S. 15–20.
- Einführung in die Heilpädagogik. Rotapfel, Erlenbach-Zürich/Leipzig 1930.
- Lehrbuch der Psychopathologie des Kindesalters für Ärzte und Erzieher. Erlenbach-Zürich/Leipzig 1938
- Bericht über den I. Internationalen Kongreß für Heilpädagogik. Zürich 1939.
- Einführung in die Heilpädagogik. Rotapfel, Erlenbach-Zürich 1946.
- Grundlinien zu einer Theorie der Sondererziehung (Heilpädagogik). Rotapfel, Zürich 1941.
- Andragogik: Wesen, Möglichkeiten, Grenzen der Erwachsenenbildung. Rotapfel, Zürich 1951.
- Die psychologischen Grundlagen der Heilpädagogik. (Habilitationsschrift von 1923). Marhold, Berlin 1997.